# Tyska F3-mästerskapet 1989
Tyska F3-mästerskapet 1989 var ett race som vanns av Karl Wendlinger.

## Slutställning
| Plats | Förare                | Poäng |
| ----- | --------------------- | ----- |
| 1     | Karl Wendlinger       | 164   |
| 2     | Heinz-Harald Frentzen | 163   |
| 3     | Michael Schumacher    | 163   |
| 4     | Michael Bartels       | 150   |
| 5     | Wolfgang Kaufmann     | 138   |